# The Beauty Inside (film)
Ne doit pas être confondu avec The Beauty Inside.
Pour plus de détails, voir Fiche technique et Distribution.
The Beauty Inside (뷰티 인사이드) est un film sud-coréen réalisé par Baek Jong-yeol, sorti en 2015. Il est basé sur la mini-série américaine The Beauty Inside.

## Synopsis
Un homme se réveille chaque jour dans un corps différent.

## Fiche technique
- Titre : The Beauty Inside (뷰티 인사이드)
- Réalisation : Baek Jong-yeol
- Scénario : Kim Seon-jeong, Park Jeong-ye et Noh Kyung-hee
- Musique : Jo Yeong-wook
- Photographie : Kim Tae-kyung
- Montage : Yang Jinmo
- Production : Syd Lim
- Société de production : Yong Film
- Pays :  Corée du Sud
- Genre : Drame, fantastique et romance
- Durée : 127 minutes
- Dates de sortie : 
  -  Corée du Sud : 20 août 2015

## Distribution
- Han Hyo-joo : Yi-soo
- Yoo Yeon-seok : Woo-jin
- Kim Dae-myung : Woo-jin
- Do Ji-han : Woo-jin
- Bae Sung-woo : Woo-jin
- Chun Young-woon : Woo-jin
- Park Shin-hye : Woo-jin
- Lee Beom-soo : Woo-jin
- Park Seo-joon : Woo-jin
- Kim Sang-ho : Woo-jin
- Cheon Woo-hee : Woo-jin
- Juri Ueno : Woo-jin
- Lee Jae-joon : Woo-jin
- Kim Min-jae : Woo-jin
- Lee Hyun-woo : Woo-jin
- Jo Dal-hwan : Woo-jin
- Lee Jin-wook : Woo-jin
- Hong Da-mi : Woo-jin
- Seo Kang-joon : Woo-jin
- Kim Hee-won : Woo-jin
- Lee Dong-wook : Woo-jin
- Go Ah-seong : Woo-jin
- Kim Joo-hyuk : Woo-jin
- Lee Dong-hwi : Sang-baek
- Moon Sook : la mère de Woo-jin
- Lee Geung-young : le père de Woo-jin
- Lee Mi-do : Hong Eun-soo
- Lee Seung-chan : Woo-jin
- Kwon Gi-ha : Woo-jin
- Choi Yong-min : le père de Yi-soo

## Distinctions
Le film a été nommé pour quatre Blue Dragon Film Awards et a remporté le prix du Meilleur montage.